# HMS Collingwood (1908)
Pour les autres navires du même nom, voir HMS Collingwood.
Le HMS Collingwood est un cuirassé dreadnought de classe St. Vincent de la Royal Navy. Sa conception est proche de celle des bâtiments de la classe précédente, de la classe Bellerophon. L’Admiralty britannique percevant la construction de dreadnoughts par l'Allemagne comme une menace pour la sécurité de la Grande-Bretagne, le projet de construire une flotte de bataille moderne, aussi rapidement que possible, est élaboré. Un des moyens de raccourcir les délais de conception et de production est alors de réutiliser des designs préexistant. À l'origine, cette nouvelle flotte de bataille devait s'articuler autour de huit cuirassés similaires : le HMS Dreadnought, trois de classe Bellerophon, trois de classe St. Vincent et un dernier dont le nom restait à déterminer, qui sera par la suite construit sous le nom de HMS Neptune.

## Conception
Le Collingwood est très semblable aux cuirasés de la classe précédente, la classe Bellerophon, mais connaît une amélioration globale de ses caractéristiques : taille, blindage, et armement. Son équipage est composé de 758 membres en 1911.

### Armement et blindage
Les navires de la classe Saint Vincent sont équipés de canons Mk XI de 305 mm (12 pouces), répartis dans 5 tourelles doubles situés pour trois d'entre elles le long de l'axe du navire, et deux sur les côtés. Néanmoins, ce changement n'apporte pas les améliorations escomptées, les canons Mk XI ayant une durée de vie réduite et une précision moindre que celle de leurs prédécesseurs Mk X.
L'armement secondaire est quant à lui porté de 16 à 20 canons de 4 pouces BL Mk XI (102 mm), tandis que sont ajoutés 3 tubes lance-torpilles de 450 mm, deux sur les côtés et un à la poupe.
La ceinture blindée d'acier renforcé Krupp est épaisse de 254 mm entre les barbettes avant et arrières, et de 51 mm sur le reste de la coque. Les barbettes sont protégées par un blindage de 229 mm au-dessus du pont, et de 127mm en-dessous, et les tourelles par un blindage de 279 mm sur les côtés pour 76 mm au-dessus. Les trois ponts blindés allaient d'une épaisseur de 19 à 76 mm.

### Propulsion
18 chaudières Babcock & Wilcox fournissent de l'énergie à quatre turbines à vapeur Parsons qui développent 24 500 chevaux, propulsant les navires à une vitesse maximale de 21 nœuds (39 km/h). Déplaçant 19 873 tonnes, le Collingwood peuvent emporter jusqu'à 2 800 tonnes de charbon et 940 tonnes de mazout, leur permettant de parcourir jusqu'à 6 900 milles marins (12 800 km) à une vitesse de 10 nœuds (19 km/h).

### Modifications
En 1911, les canons secondaires positionnés sur le toit de la tourelle avant sont retirés. En 1914, des protections sont ajoutées pour tous les canons secondaires montés sur la superstructure, et le pont est élargi au niveau de la base du mât avant.
Au début de la Première Guerre Mondiale, un système de contrôle de tir est installé, tandis que la base de la superstructure est réarrangée pour permettre l'ajout de 4 canons de 47 mm tout en retirant l'ensemble des canons secondaires situés sur le toit des tourelles. Le nombre de canons d'armement secondaire est alors porté à 14.
En avril 1917, le Collingwood est pourvu de 4 canons de 102 mm destinés à lutter contre les torpilleurs ennemis, ainsi que d'un canon anti-aérien. Il est également plus lourd de 51 tonnes d'armure, ajoutées après la bataille du Jutland. Peu avant la fin de la guerre, les canons anti-aérien sont retirés, de même que le lance-torpille situé à la poupe. 
En 1918, un télémètre optique est ajouté, et les tourelles avant et arrière sont coiffées d'une catapulte.

## Histoire
Le Collingwood est lancé le 10 septembre 1908 et armé en avril 1910. Il rejoint la 1re escadre de la Home Fleet. En février 1911, il s'échoue sur un rocher non répertorié sur les cartes au large de Ferrol. Il est désigné navire amiral de la 1re escadre en juin 1912, avant de rejoindre la Grand Fleet en août 1914. Il participe ainsi à la bataille du Jutland, avec à son bord le Prince Albert, futur roi George VI ; durant la bataille, il pilonne notamment le SMS Derfflinger, et évite de peu une torpille. Il rejoint ensuite la 4e escadre (en) et est mis en réserve à Devonport dès la signature de l'armistice de 1918. Il sert lui aussi de navire-école d'artillerie, avant d'être vendu pour démolition à la John Cashmore Ltd le 12 décembre 1922 à cause du traité naval de Washington.